# Traugott Baumgärtel
Traugott Baumgärtel (* 7. September 1891 in Düsseldorf; † 8. Juli 1969 in Gräfelfing) war ein deutscher Mikrobiologe und Hochschullehrer.

## Leben
Baumgärtel wurde 1921 an der Universität Gießen promoviert und legte 1923 an der Technischen Hochschule München seine Habilitationsschrift vor. Anschließend war er Privatdozent für Bakteriologie an der TH München, später Professor für Innere Medizin und Botanik. Er war Leiter des Laboratoriums für Coli-Forschung.

## Ehrungen
- 1955: Verdienstkreuz (Steckkreuz) der Bundesrepublik Deutschland

## Schriften
- Untersuchungen über gattungsspezifische Partialfunktionen des Typhusimmunkörpers und ihren Einfluß auf die Biologie der Paratyphusbacillen. Philosophische Dissertation, Gießen 1921, aus: Zeitschrift für Hygiene und Infektionskrankheiten. Band 94, S. 386–443
- Untersuchungen über Algenphagozytose. Habilitationsschrift, Technische Hochschule München, 1923; aus: Archiv für Hygiene. Band 93, S. 43–61
- Grundriss der theoretischen Bakteriologie. J. Springer, Berlin 1924
- Untersuchungen über den Verlauf einer Paratyphus-B-Epidemie unter dem Einfluß der Typhusschutzimpfung. Medizinische Dissertation, München 1941, aus: Archiv für Hygiene und Bakteriologie. Band 125, Heft 4.